# Fernando Sunyer
Fernando Sunyer Balaguer, también Ferran Sunyer i Balaguer en catalán, (Figueras, 1912 - Barcelona, 27 de diciembre de 1967) fue un matemático autodidacta español que trabajó en Barcelona desde el final de la década de los años treinta hasta su fallecimiento. Su contribución a las ciencias exactas fue importante y sus trabajos recibieron el reconocimiento de las instituciones españolas —que lo premiaron en varias ocasiones— y de la comunidad matemática internacional.

## Biografía
Fernando Sunyer nació con una severa atrofia del sistema nervioso que le impidió asistir a la escuela, por lo que tenía que recibir ayuda para desarrollar las actividades más básicas; siempre tuvo que desplazarse en silla de ruedas. Esta severa discapacidad física le obligó a depender de su madre, Ángela Balaguer, ya que su padre murió cuando él tenía dos años. Posteriormente, sus primas María y María de los Ángeles Carbona le cuidaron hasta su muerte. Vivió entre Barcelona y Vilajoan (en el municipio de Garrigás, en la provincia de Gerona).
De formación autodidacta, Sunyer se inició en las matemáticas y la física a partir de los libros de su primo Ferran Carbona, estudiante de ingeniería química. Hizo las primeras investigaciones matemáticas a finales de la década de 1930, con notas en los Comptes Rendus de l'Académie des Sciences de París, avaladas por Jacques Hadamard, entonces uno de los matemáticos mundialmente más reconocidos. Después de la Segunda Guerra Mundial, entró en contacto con matemáticos tan importantes en investigación como Szolem Mandelbrojt, Jean-Pierre Kahane, Wacław Sierpiński, Yves Meyer, Paul Malliavin, Henri Mascart y Angus John MacIntyre, entre otros.
Sunyer publicó más de 30 artículos de investigación en revistas españolas, francesas y estadounidenses, principalmente. Fue galardonado con varios premios de la Real Academia de Ciencias Exactas, Físicas y Naturales de Madrid, del Instituto de Estudios Catalanes y del Consejo Superior de Investigaciones Científicas, entre los cuales el Premio Francisco Franco de las Ciencias de 1955. A partir de 1957, a pesar de las limitaciones físicas, asistió como invitado a diversos congresos internacionales.
La discapacidad le limitaba mucho las posibilidades profesionales. Le resultó complicado regularizar su situación académica, a pesar de su reconocida valía en el campo de las matemáticas, ya que no disponía de los títulos de bachillerato o licenciado. Le ayudaron algunos colegas, como Josep Teixidor i Batlle. Finalmente consiguió ser colaborador y posteriormente investigador del Consejo Superior de Investigaciones Científicas (CSIC) y durante años trabajó con un contrato de la Oficina naval de investigaciones del Ministerio de Marina de los Estados Unidos. En una época de grandes restricciones y de aislamiento en España, Fernando Sunyer fue indudablemente uno de los matemáticos españoles más reconocidos en el extranjero.
Sunyer es un ejemplo de superación y de lucha frente a las más grandes adversidades y de inteligencia puesta al servicio de la ciencia y de la comunidad científica internacional. Su familia —que no escatimó esfuerzos para que pudiera ejercer la investigación— le ayudó también en su vida profesional: como Sunyer nunca pudo escribir, todos los artículos de matemáticas, con un lenguaje muy específico y fórmulas complicadas, los dictó a su madre o a sus primas, que se encargaron de trasladarlos al papel.

## Legado
Después de su muerte, su familia (sus primas) crearon una fundación que, entre otras actividades, dota un premio a un trabajo de matemáticas y también entrega becas. Actualmente, la fundación depende del Instituto de Estudios Catalanes.
En 2012 se realizó un documental, Ferran Sunyer i Balaguer, Història d'un exili interior, de Amparo Solís, sobre la figura de Sunyer.
Según el convenio firmado entre la Fundación Ferran Sunyer i Balaguer y la Universidad Autónoma de Barcelona el 22 de abril de 1999, la Biblioteca de Ciencia y Tecnología tiene cedido el archivo del matemático de Sunyer (1942-1976) —epistolario, trabajos, apuntes, artículos y otros documentos—, así como su fondo bibliográfico (168 monografías y separatas) y la documentación llegada en un segundo envío en julio de 2001.
La correspondencia está digitalizada (más de 1100 cartas) y se puede consultar en el Depósito Digital de Documentos de la Universidad Autónoma de Barcelona